# Solidaridad del Pueblo Democrático Unido
La United People's Democratic Solidarity o Solidaridad del Pueblo democrático unido surge de la unión de la Karbi National Volunteers, y el Karbi Peoples Force, formalizada el 21 de mayo de 1999, bajo la dirección de Kiri Rongphar, Heren Sing Bey y L. Timung (luego H.S. Timung). En su tercer congreso del 6 a 16 de marzo de 2004 cambió su denominación a Karbi Longri NC Hills Liberation Front(KLNLF).
- Datos: Q6131572